# آموک (خوراک)

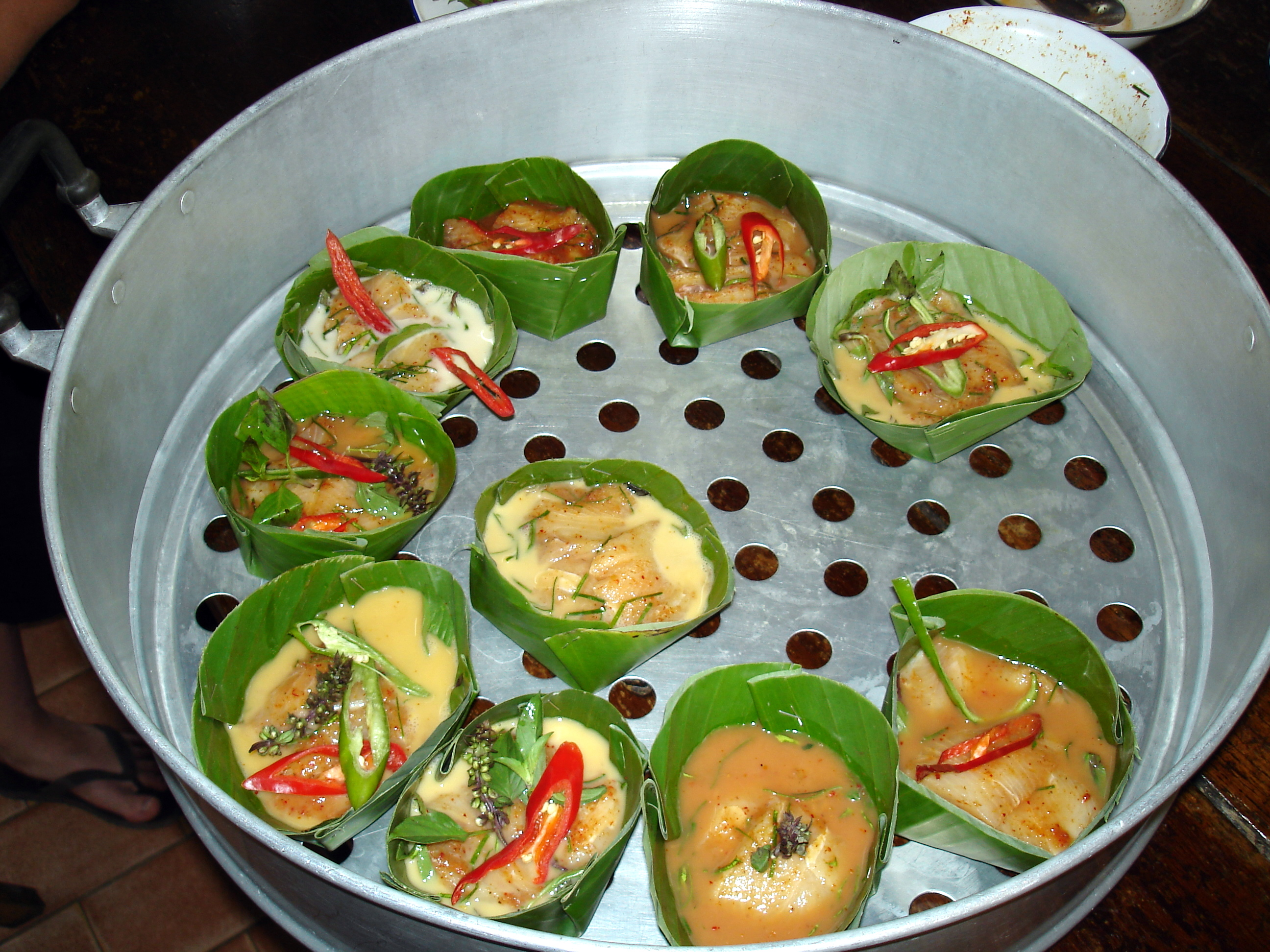
آماده‌سازی هوموک تایلندی برای بخارپز کردن

در آشپزی جنوب شرق آسیا "آموک" یا "هوموک" برای اشاره به بخارپز کردن یک نوع کاری در برگ موز یا خوراکی که به این شیوه تهیه می‌شود استفاده می‌شود. کرم نارگیل غلیظ و خسرودار موادی هستند که به‌طور معمول به طیف گسترده‌ای از مواد اولیه این غذا اضافه می‌شوند. آموک یک غذای ملی در آشپزی سنتی کامبوج است و همچنین در لائوس و تایلند محبوبیت دارد. در نوع تایلندی این غذا از کاری قرمز استفاده می‌شود. آموک سوپ غلیظی است که با ماهی، گوشت، سبزیجات، تخم مرغ و شیر نارگیل آماده می‌شود. در رایج‌ترین نوع آموک از ماهی، گوشت گاو یا مرغ به عنوان اصلی پروتئین اصلی استفاده است. آموک همچنین می‌تواند با برنج سرو شود.